# Karina Lwowna Ambarzumowa
Karina Lwowna Ambarzumowa (russisch Карина Львовна Амбарцумова; * 17. August 1989 in Kasan) ist eine russische Schachspielerin. 

## Jugend
Im Alter von vier Jahren begann Ambarzumowa Schach zu spielen. Sie nahm erfolgreich an Jugendschachturnieren teil. Im Jahr 2002 gewann sie in Peñíscola Bronze bei der Jugendschach-Europameisterschaft U14w.

## Turniere
- 2008 gewann sie die Moskauer Frauenschnellschach-Meisterschaft.
- 2010 gewann sie in Moskau die russische Studentenschachmeisterschaft.
- 2012 gewann sie die Moskauer Blitzschachmeisterschaft der Frauen.
- 2014 gewann sie in Køge das internationale Frauenturnier Lady Chess.[1]
- 2015 in Sankt Petersburg gewann sie die russische Frauen-Schnellschach-Meisterschaft.
- 2017 holte sie in Sotschi eine Bronzemedaille bei der russischen Schnellschachmeisterschaft der Frauen.

## Mannschaftskämpfe

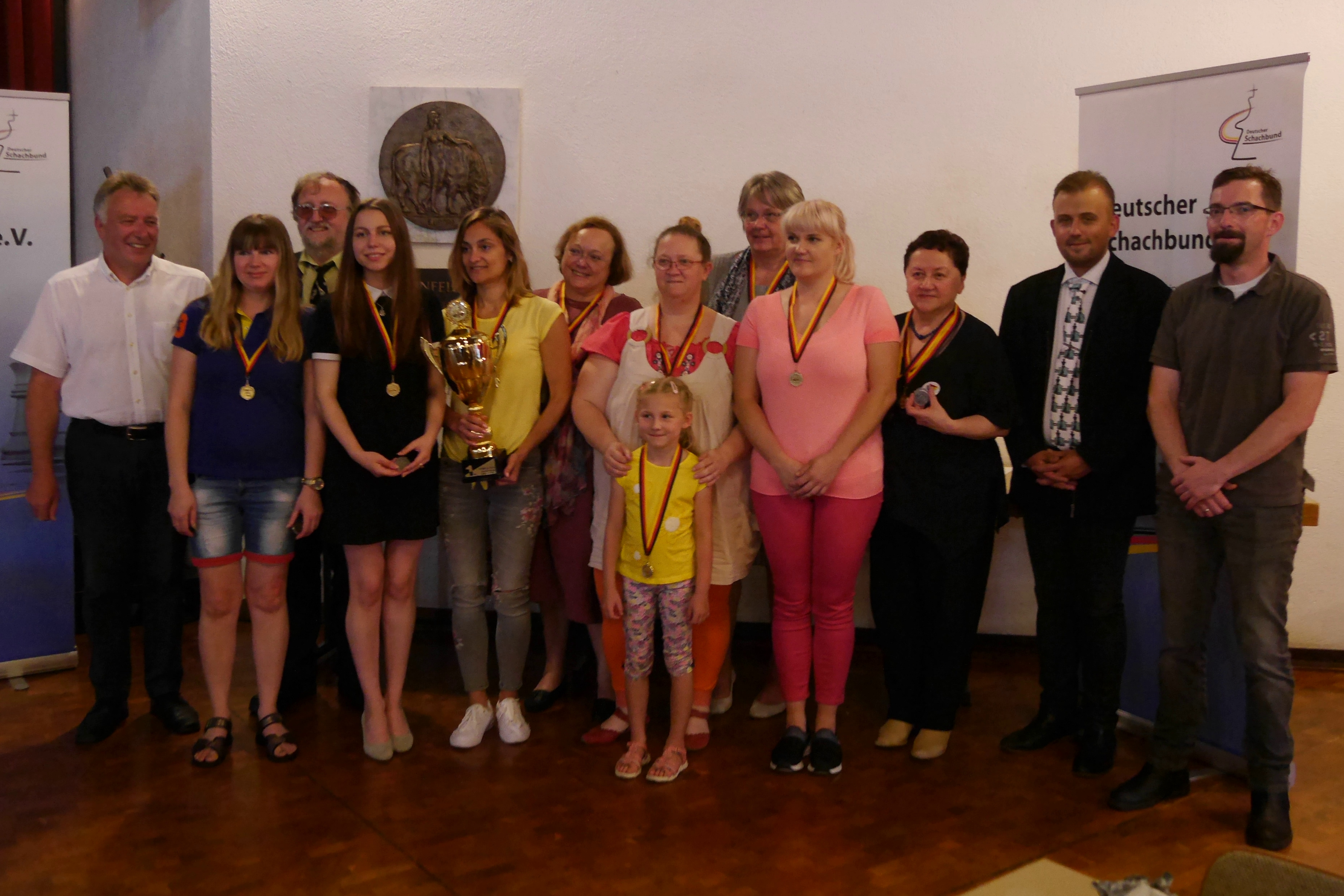
Die Württemberger Frauen, 2018 in Braunfels (Ambarzumowa mit Pokal)

- 2003 in Samara und 2014 in Sotschi jeweils mit Ladja Kasan Dritte bei der Russischen Mannschaftsmeisterschaft der Frauen
- 2016 nahm sie mit Ladja Kasan am European Club Cup der Frauen teil.[2]
- Sie gewann mit dem Frauenteam des SK Schwäbisch Hall die deutsche Schachbundesliga der Frauen, Saison 2016/17.
- Sowohl 2017 als auch 2018 gewann sie mit den Württemberger Frauen die Deutsche Frauen-Mannschaftsmeisterschaften der Landesverbände in Braunfels.

## Sonstiges
Im Jahr 2011 erhielt Ambarzumowa von der FIDE den Titel Großmeister der Frauen (WGM), 2019 den Titel Internationaler Meister (IM). Sie absolvierte die Russische Staatliche Sozialuniversität in der Fachrichtung Sozialpädagogik. Sie arbeitet als Schachtrainerin und veranstaltet Fernkurse mit Kindern und Erwachsenen.